# تيليت
التيليت هو معدن من معادن الكبريتيدات، يحوي في تركيبه على فلزي القصدير والرصاص، بحيث تكون لوحدته البلورية الصيغة الكيميائية PbSnS2.
يكثر وجود هذا المعدن في توضعات العروق الحرمائية إلى جانب معادن أخرى للقصدير.
وصف المعدن لأول مرة سنة 1904 في عينة مستخرجة من منجم في بوليفيا، وتنسب التسمية إلى الجيولوجي البريطاني جيثرو تيل Jethro Teall.